# Jane Haist
Jane Haist (St. Catharines, 16 marzo 1949 – Fort Erie, 21 maggio 2022) è stata una discobola e pesista canadese.

## Palmarès
| Anno | Manifestazione      | Sede              | Evento           | Risultato | Misura  | Note |
| ---- | ------------------- | ----------------- | ---------------- | --------- | ------- | ---- |
| 1974 | Commonwealth        | Christchurch      | Lancio del disco | Oro       | 55,52 m |      |
| 1974 | Commonwealth        | Christchurch      | Getto del peso   | Oro       | 16,12 m |      |
| 1975 | Giochi panamericani | Città del Messico | Lancio del disco | Bronzo    | 53,12 m |      |
| 1976 | Olimpiadi           | Montréal          | Lancio del disco | 11ª       | 59,74 m |      |